# Hans Hultman
Hans Hultman, död före 1716, var en svensk kyrkomålare och bildhuggare.
Hultman är känd som allmogemålare och kyrkodekoratör i Småland. För Långaryds kyrka utförde han 1704 en skulpterad altartavla och 1709 utförde han en altarprydnad och predikstol i Forsheda kyrka. 